# Tramway de Noguinsk
Le tramway de Noguinsk est le réseau de tramways de la ville de Noguinsk, en Russie. Le réseau est composé d'une unique ligne, longue de 11,75 km. Il a été officiellement mis en service le 2 mars 1924.